# CHAdeMO

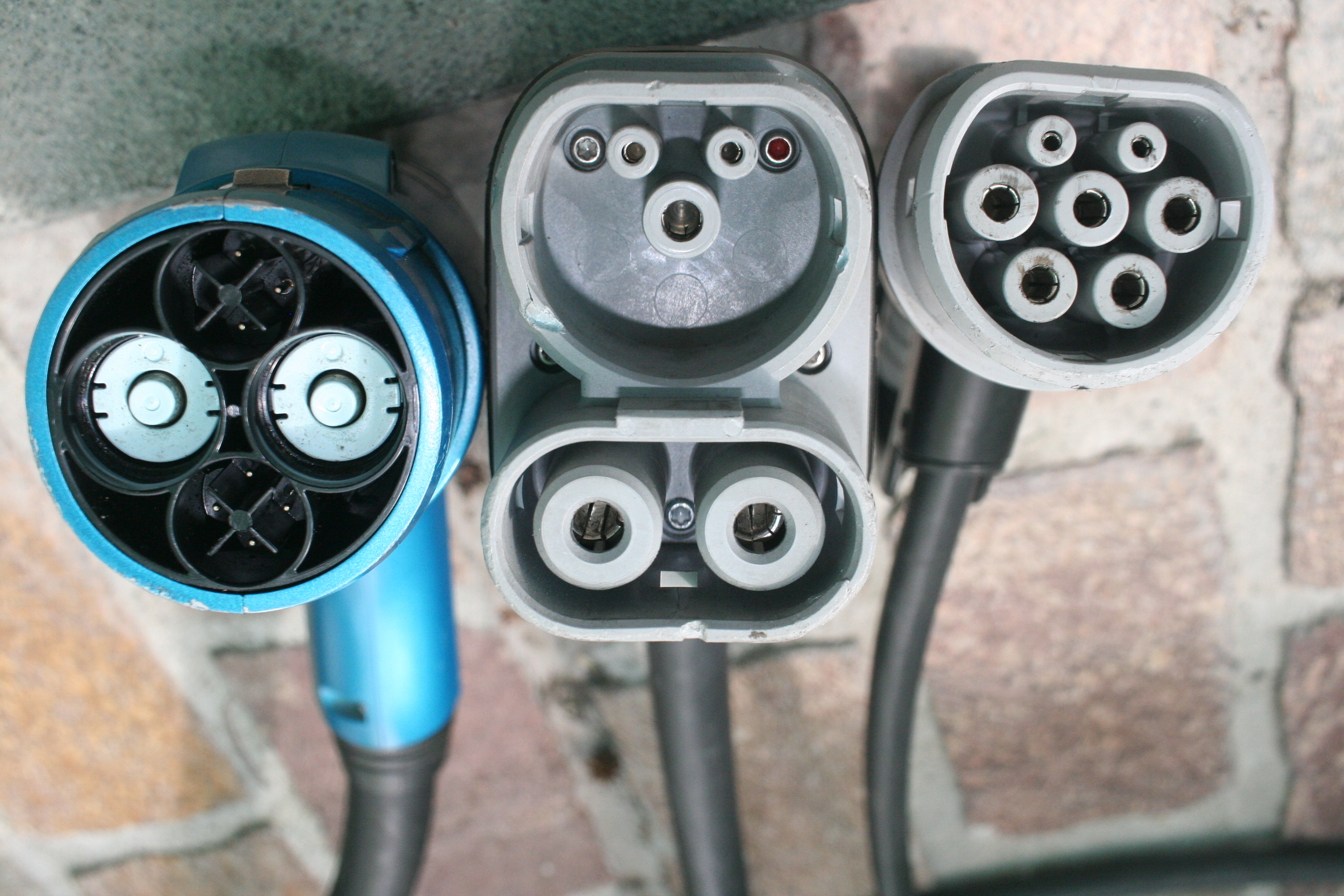
不同的充電端子，從左到右分別是CHAdeMO（IEC 62196-3 ，AA組態, DC）、CCS2（IEC 62196-3，FF組態, DC）、及Type 2（IEC 62196–2, AC）.

CHAdeMO是純電動車快速充電方式的商業名稱，透過其專用的电子连接器，最多可以提供車輛62.5仟瓦（500伏特、125安培）的直流電。
CHAdeMO 2.0規格也允許將車輛中的電反向對外輸送，CHAdeMO 2.0規格對外輸送的電最大可以到400 仟瓦（1000伏特，400安培）的直流電。
CHAdeMO是在2010年由由四家日本主要車廠和東京電力組成的同名組織提出的技術標準，包括在IEC61851-23, -24（充電站系統及通訊）及IEC 62196標準（組態AA）。類似的標準有大部份歐美車廠的組合充電系統（CCS）、特斯拉超級充電（Tesla Supercharger）以及中國的國標充電標準（主要是GB/T 20234）。
CHAdeMO是CHArge de MOve的縮寫，表示是快速充電的充電標準，其名稱是源自日文的「 OChademoikagadesuka」（要喝杯茶嗎？），是指在喝杯茶的時間就可以充電完成的意思。CHAdeMO可以在半小時內為短程（120公里）電動車需求的車輛進行充電。截至2018年6月，CHAdeMO允許的充電量到400 kW（400A x 1kV），目前發展的目標是 900 kW，正在和中國電力企業聯合會合作開始下一代的超高功率充電標準，其名稱是ChaoJi。

## 歷史
CHAdeMO組織的創始成員有東京電力（TEPCO）、日產汽車、三菱集团和富士重工業株式會社（現在的速霸陸）。丰田汽车後來加入，成為第五個成員，隨後加入的有日立製作所、本田技研工业及松下電器。CHAdeMO的研發是在2005年開始，目標是開發共用的快速充電基礎設施，讓人們可以駕駛电动载具，不用擔心電池可行駛里程數。第一個商用的CHAdeMO充電基礎設施是在2009年發佈，CHAdeMO也在2014年成為国际电工委员会的標準（其中充電系統的標準是IEC 61851-23，通訊是IEC 61851-24，組態AA的連接器是IEC 62196-3）。CHAdeMO也發表為歐洲電子技術標準委員會的EN標準，後來在2016年也成為电气电子工程师学会的標準IEEE Standard 2030.1.1TM-2015。
歐盟在2013年已指定用Combo2（IEC 62196-3，組態FF）為歐洲直流高功率充電強制使用的接頭。歐洲議會有推出報告草案，支持CHAdeMO為「2019年1月前的轉型方案」，不過在立法的最後階段被駁回，最後版本（EU Directive 2014/94/EU）只提到所有歐洲的公用充電椿都「至少」要有Combo2 接頭，在第33號提案中明文支援多標準的充電。這和EU Directive 2014/94/EU沒有衝突。因此在法律上允許多標準的介面。
2018年時，歐洲CHAdeMO充電站的數量已超過日本。2019年4月時，在全球有約25,300個CHAdeMO充電站，歐洲的數量最多，有9,200個，日本有7,600個，北美有3,200個，其他地區有超過5,300個。
日產汽車在2020年7月時，在北美市場推出了日產Ariya，只有CCS充電座，沒有像十年前的日产聆风一樣，加上CHAdeMO充電座。汽車分析師指出，這個在北美市場放棄CHAdeMO充電座的決定，是CHAdeMO在北美和歐洲市場的喪鐘，接下來北美市場的新車，只有三菱的Outlander插電混合動力車支援CHAdeMO充電座。「充電座戰爭結束了，CCS勝利，接下來會看到一些合併的處理。」。

## 直流快速充電
大部份的电动载具會有載具上充電器（OBC），其中有整流器，將輸電網路上的交流電（AC）轉換為電池包適用的直流電（DC）電壓。車載充電器的成本以及散熱會限制整流器可以處理的電流，若電壓超過240 V AC，電流超過75 A，一般會建議在外部充电桩上將交流電壓轉換為直流，再提供給電池。考慮上述的限制，大部份傳統的交流充電器設計會以美國和日本的240 V, 30 A電源，加拿大的240 V, 40 A電源，歐洲和澳洲的三相電, 400 V, 32 A電源。也有更多功率額定的交流充電器，例如SAE J1772有240 V, 80 A的選項，VDE-AR-E 2623-2-2有三相400V 63A的選項，但在美國很少使用這種充電器，只有特斯拉的電動車才有對應的整流器。
針對較快速的充電，可以將專用的充電器放在外部的固定位置（充电桩），再由電網提供大電流給充电桩。這種高電壓、大電流的充電方式稱為直流快速充電（DCFC或DCQC）。
CHAdeMO源自東京電力的充電系統設計。東京電力在2006年至2009年之間和許多的電動車廠（例如Nissan、三菱、速霸陸等）合作，試用許多電動車基礎建設的項目。這些測試的結果讓東京電力開發了許多有專利的技術，有高電壓（最大可到500 V DC）及大電流（125 A）規格的電動車快速充電系統，使用的是日本汽車研究院（JARI）的直流快充連接器，這些是CHAdeMO技術的基礎。CHAdeMO連接器是由日本汽車研究院在1993年的日本電動車標準（JEVS）G105-1993中訂定。

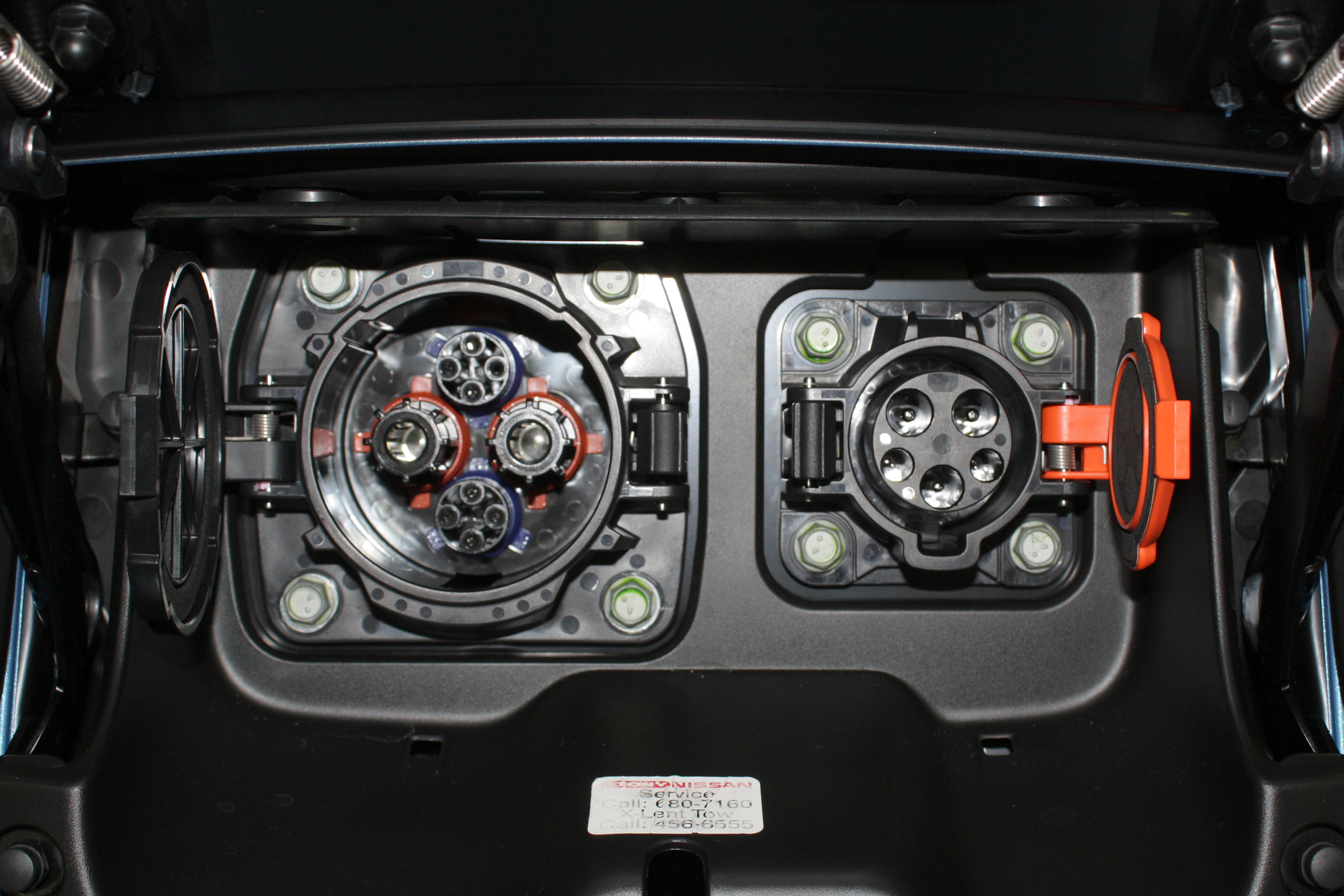
左邊是日产聆风電動車的CHAdeMO充電接頭。右邊是SAE J1772接頭（IEC 62196-2 type 1）

連接器除了供電外，也可以用控制器區域網路（CAN）通訊協定進行資料交換。這可以進行安全互鎖的機能，在充電器安全的情形下再進行充電（類似SAE J1772），提供電池資料給充電站，其中包括要停止充電的電池電壓（會以電池滿電壓的比例來表示，一般會是80%）、目標電壓、電池總容量，以及充電時不同階段需提供的電流。

## V2G
CHAdeMO在2014年發佈了車輛充車給其他設備的V2X協定，至2019年8月為止，CHAdeMO是唯一一個有定義V2X的標準化協定，而且已經有具備此功能的量產汽車及充電設備（能量轉換系統或電力調節器）。。V2G（汽車對電網充電）技術讓電動車的車用主可以用電動車作為能量儲存的工具，可以將用電最佳化，在電費較低的離峰時間才使用電網的電，來節省電費，也可以提供服務給輸電網路。2012年起，全球已有數個使用CHAdeMO協定中V2X功能的V2X示範計劃。其中有一部份是包括美國UCSD INVENT，也包括英國的Sciurus和e4Future，是由Innovate UK所支持。

## 高功率充電
CHAdeMO已在2018年5月提出其400kW「超快速」（ultra-fast）充電的規格。CHAdeMO 2.0輸出的功率可以到400 kW，使得CHAdeMO可以和已在全世界多處架設的CCS「超快速」充電站（例如IONITY充電站）競爭。
CHAdeMO協會在2018年8月提出要和中國電力企業聯合會（CEC）共同開發下一代的超高功率充電槍，而CHAdeMO標準會有所調整。新專案的名稱是ChaoJi，依照協會所述，目的是要達到900 kW（600A x 1.5kV），也可和目前的CHAdeMO和GB/T（IEC 62196BB組態）向後相容。在2019年夏季的資料，也有提到要考慮讓ChaoJi也可以和CCS向後相容。
同時，CHAdeMO本身也在開發高功率的技術。自從2018年起，在北美和歐洲已有架設高功率CHAdeMO的充電站。2019年7月時，UL已針對CHAdeMO的「升壓模式」快速充電核發UL 2251認證，此充電是用無冷卻的線材組立。

## 佈置

### 充電站
TEPCO一開始就在日本架設了許多CHAdeMO的快速充電站，還為這些充電站提供額外的電源系統。之後也在不同的地方架設充電站，在2019年4月時，CHAdeMO協會宣佈已在71個國家架設25,300個充電站，其中7,600個在日本，9,200個在歐洲、3,200個在北美，5,310個在其他地區。
| 國家           | 充電站 | 充電站    | 充電站    | 充電站    |
| 國家           | 2017   | 2015年5月 | 2012年3月 | 2011年3月 |
| -------------- | ------ | --------- | --------- | --------- |
|                | 40     | 5         | 1         |           |
| 奥地利         | 170    | 29        | 3         |           |
| 白俄羅斯       | 9      | 2         |           |           |
| 比利时         | 58     | 39        | 3         |           |
| 巴西           | 10     | 2         |           |           |
| 保加利亚       | 20     |           |           |           |
| 智利           | 7      | 5         | 1         |           |
| 加拿大         | ≈290   | 44        | 4         |           |
| 捷克           | 50     | 10        |           |           |
| 丹麦           | 126    | 59        | 3         |           |
| 爱沙尼亚       | 148    | 163       | 148       |           |
| 芬兰           | 58     | 33        |           |           |
| 法國           | 350    | 214       | 9         |           |
| 希腊           | 1      | 1         |           |           |
| 德国           | 620    | 113       | 18        |           |
| 香港           | 40     | 7         | 11        |           |
| 匈牙利         | 28     | 12        | 1         |           |
| 冰島           | 22     | 13        | 8         |           |
| 愛爾蘭         | 80     | 67        | 19        |           |
| 義大利         | 65     | 14        | 1         |           |
| 日本 (public)  |        | 5484      | 980       | 582       |
| 日本 (private) |        | 70        | 70        | 582       |
| 拉脫維亞       | 4      | 3         |           |           |
| 立陶宛         | 182    | 3         |           |           |
| 盧森堡         | 3      | 2         | 1         |           |
| 墨西哥         | 10     | 2         |           |           |
| 荷蘭           | 140    | 495       | 21        |           |
| 新西兰         | 86     | 2         | 2         |           |
| 挪威           | 450    | 171       | 16        |           |
| 葡萄牙         | 60     | 18        | 18        |           |
| 斯洛伐克       | 36     | 19        | 3         | 1         |
| 斯洛維尼亞     | 52     | 2         | 4         |           |
| 波蘭           | 32     |           |           |           |
| 西班牙         | 159    | 105       | 6         |           |
| 斯里蘭卡       | 42     | 25        | 0         |           |
| 瑞典           | 205    | 83        | 5         |           |
| 瑞士           | 124    | 57        | 4         |           |
| 土耳其         | 1      | 1         | 1         |           |
| 英国           | 869    | 291       | 36        |           |
| 乌克兰         | 162    | >6        | 4         |           |
| 美国           | 1677   | 1337      | 355+      |           |

#### 製造商
到2019年7月為止，全世界有260款通過認證的CHAdeMO充電器，由50家公司生產.
早期在美國，Aker Wade動力科技公司曾向TEPCO取得授權，生產並販售CHAdeMO相容的電動車直流快充充電器。伊顿公司也展示過用CHAdeMO相容的直流快充充電器為三菱的iMiEV電動車充電ECOtality在Blink網路佈署了Blink DC Fast Charger，配備了二個CHAdeMO相容的充電器。AeroVironment提供一系列的直流快充充電器，其中包括兩款CHAdeMO認證過的Quick Charger。Princeton電力系統UL認證（2202和1741）的雙向CHAdeMO快充充電器可以對Nissan LEAF充電和放電，適用於並網和備用電源模式。快速充電器的功率有10 kW、15 kW和30 kW。北美的富士電機已宣佈推出25 kW CHAdeMO快速充電器，和Coulomb Technologies的ChargePoint網路整合。ABB也有針對北美市場生產50 kW和20 kW的CHAdeMO直流充電器，且有UL認證。
Andromeda Power有行動型的直流CHAdeMO 50 kW充電器。
歐洲的Evtronic、施耐德电气、SGTE Power、CIRCONTROL（西班牙公司）ABB、以前的Epyon、EverDrive和Efacec是第一批取得CHAdeMO認證的歐洲公司，其快速充電器也可搭配最新的CHAdeMO通訊協定。
Polar Power Inc已針對充電電動車發展了行動發電機。
加拿大的AddÉnergie Technologies和Elmec設計的快速充電站可以支援CHAdeMO和SAE。

### 車輛
日產-雷諾車廠在推廣CHAdeMO快速充電器，日本車廠也接受此一作法，讓其電動車可以使用日本的CHAdeMO充電系統。2018年時，CHAdeMO充電器（有超過20家車廠支援）仍為全世界純電動車（BEV）快速充電器中，市佔率的第一名（44%）of the fast-chargeable pure battery electric vehicles (BEVs) in the world. 支援CHAdeMO充電器的車款有：
- Arrival van
- Bollinger B1
- 宝马i3（只限日本款）
- 雪鐵龍 C-ZERO
- 雪鐵龍Berlingo電動車/E-Berlingo Multispace（2020年以前的）]] (until 2020)
- GLM Tommykaira ZZ電動車
- 本田Clarity PHEV（只限日本款）
- 本田Fit EV
- 現代Ioniq電動車（英语：Hyundai Ioniq Electric）（2016年款）
- 起亞Soul EV（2019年之前，美國和歐洲的車款）
- {{le|LEVC TX|LEVC Tx]]
- 馬田達Demio EV
- 三菱扶桑Canter
- 三菱i MiEV
- 三菱MiEV truck
- 三菱Minicab MiEV
- 三菱Outlander
- 日产聆风
- 日产NV200
- 標緻iOn
- 標緻Partner EV
- 標緻Partner Tepee
- 速霸陸Stella
- 特斯拉Model 3（在北美、韓國和日本有配備的轉接頭[64]，若已整合CCS功能的，不支援此轉接頭）
- 特斯拉Model S（日本款有轉接頭，在其他國家可配備轉接頭[64]）
- 特斯拉Model X（日本款有轉接頭，在其他國家可配備轉接頭[64]）
- >特斯拉Model Y（在北美、韓國和日本有配備的轉接頭[64]，若已整合CCS功能的，不支援此轉接頭）
- 丰田iQ
- 豐田Prius Prime（英语：Toyota Prius Plug-in Hybrid）（只限日本款）
- 豐田RAV4 EV（需另行改裝）
- Zero Motorcycles（有選配的接口）
- Vectrix VX-1 Maxi Scooter（有選配的接口）

## 插圖

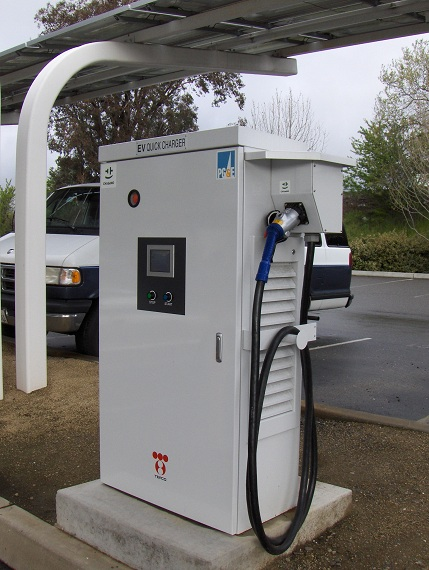
TEPCO快充站 Quick Charging Pedestal
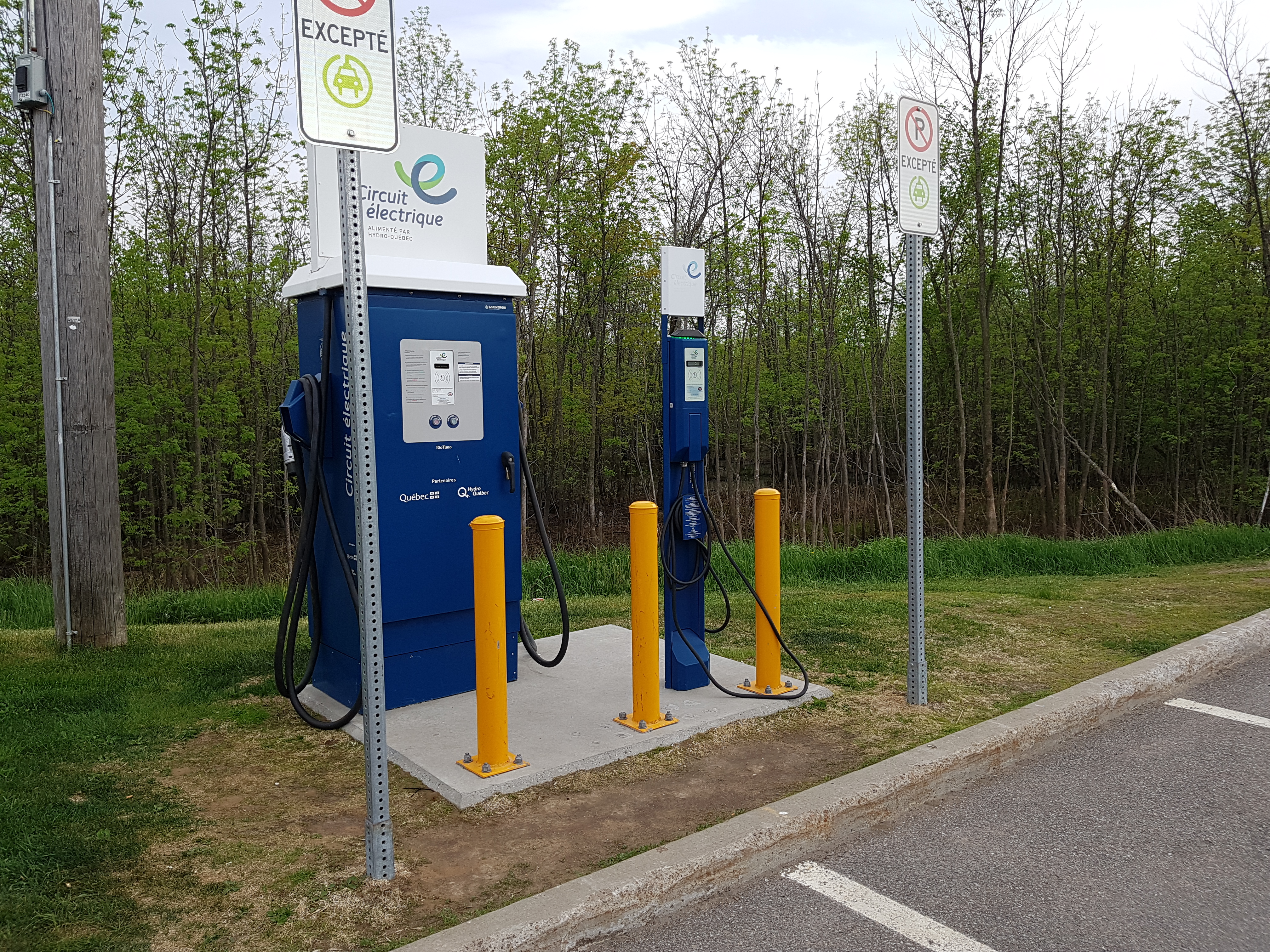
魁北克的充電站，其中有AddÉnergie Technologies 50 kW CHAdeMO/CCS Combo直流快充，以及L2 EVSE.
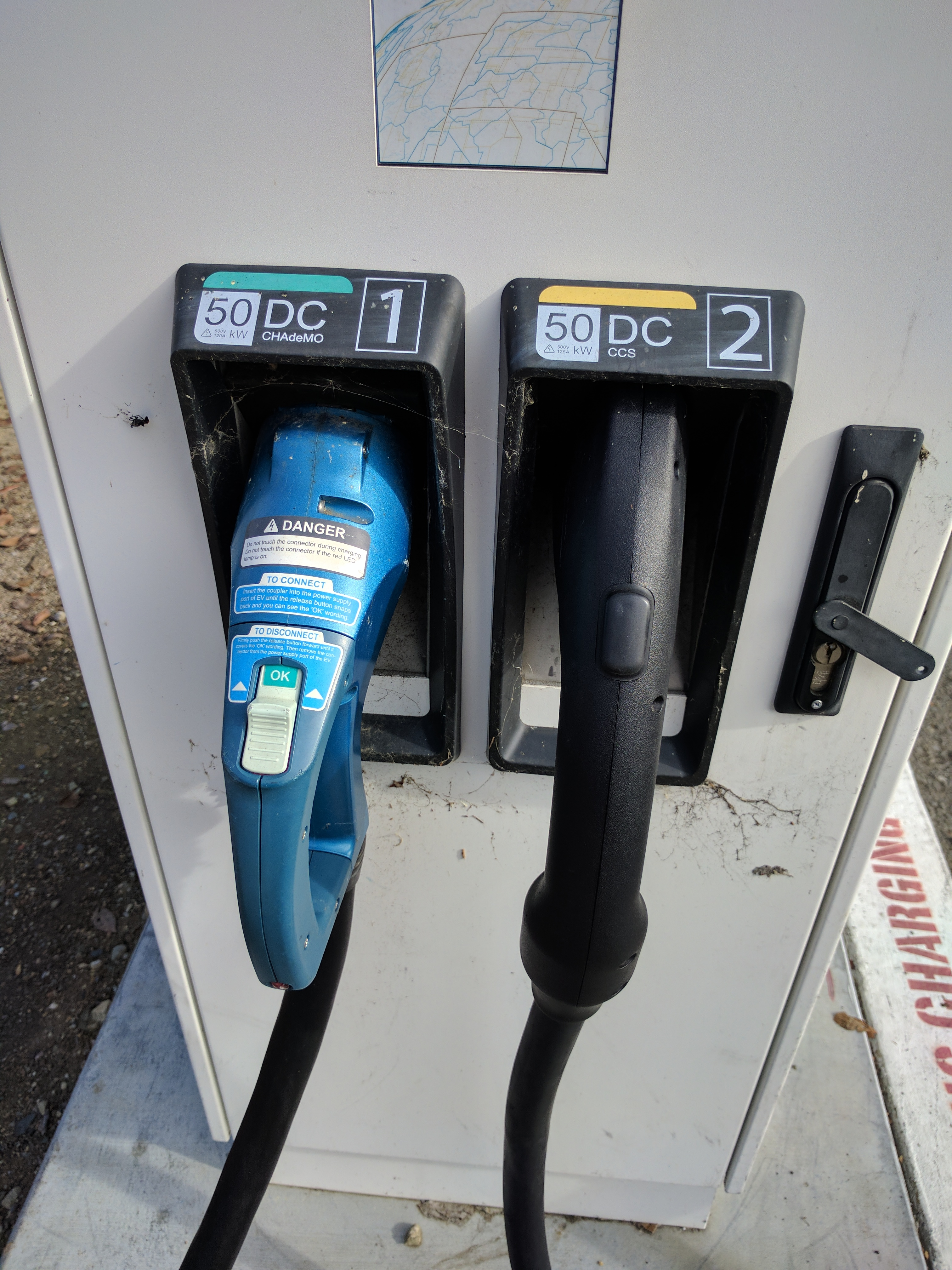
多標準充電槍的例子
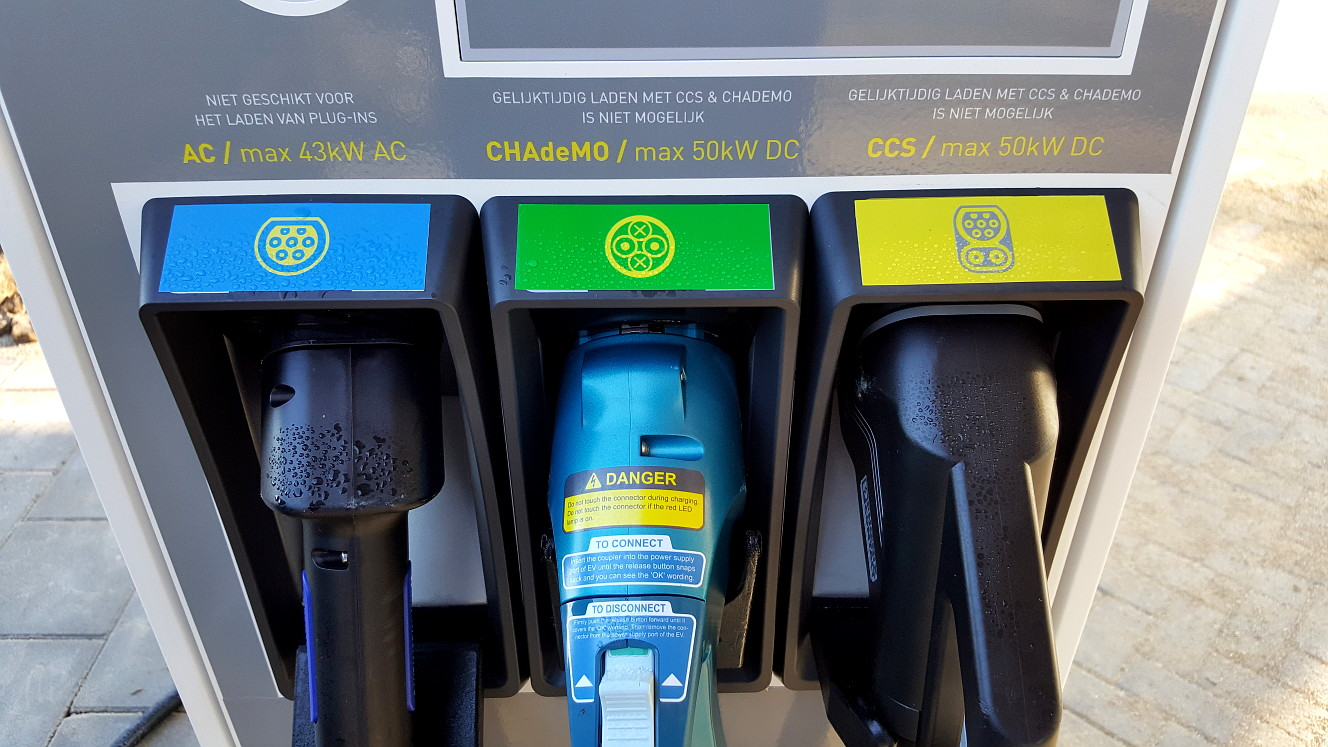
多標準充電槍的例子
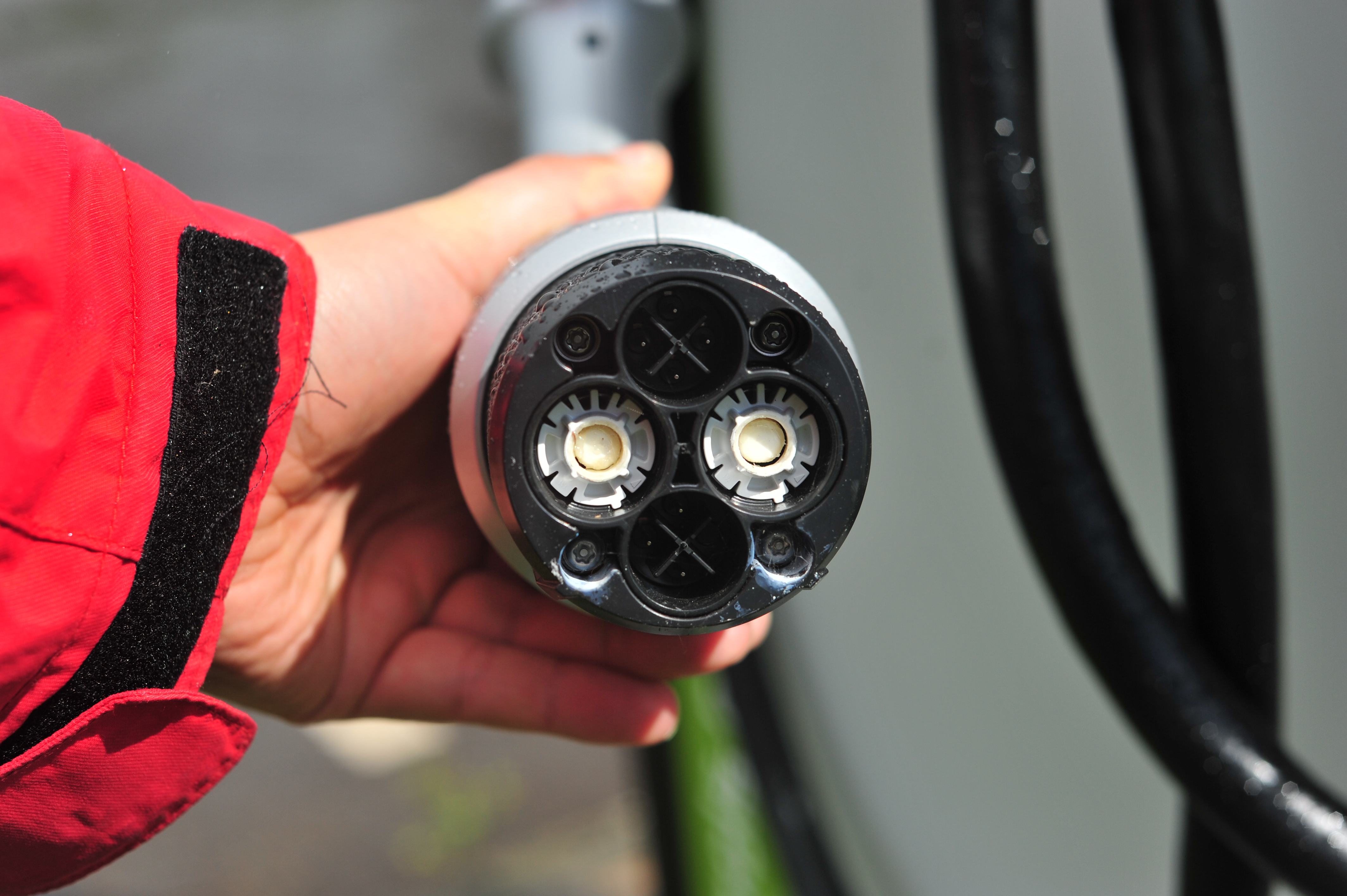
CHAdeMO接頭